# Hedone (duch)
Hedone – w mitologii greckiej duch (daimona) przyjemności, radości i rozkoszy. Identyfikowana jako córka Erosa. W mitologii rzymskiej nosiła imię Voluptas. Jej przeciwieństwem jest Algos – odpowiadający za ból i cierpienie.